# Regionalwahl in Ligurien 1985
Die Regionalwahl in Ligurien 1985 fand am 12. und 13. Mai statt.

## Wahlergebnis
| Listen            | Listen                                        | Stimmen   | %    | Mandate |
| ----------------- | --------------------------------------------- | --------- | ---- | ------- |
|                   | Partito Comunista Italiano                    | 428.991   | 34,8 | 15      |
|                   | Democrazia Cristiana                          | 374.046   | 30,4 | 13      |
|                   | Partito Socialista Italiano                   | 135.417   | 11,0 | 4       |
|                   | Movimento Sociale Italiano – Destra Nazionale | 70.595    | 5,7  | 2       |
|                   | Partito Repubblicano Italiano                 | 52.004    | 4,2  | 2       |
|                   | Partito Liberale Italiano                     | 40.420    | 3,3  | 1       |
|                   | Partito Socialista Democratico Italiano       | 37.037    | 3,0  | 1       |
|                   | Lista Verde                                   | 34.605    | 2,8  | 1       |
|                   | Democrazia Proletaria                         | 18.311    | 1,5  | 1       |
|                   | Partito Nazionale Pensionati                  | 12.602    | 1,0  | –       |
|                   | Liga Veneta – Unione Pensionati               | 10.751    | 0,9  | –       |
|                   | UV – Partito Democratico – UPAP – Ecologia    | 2.518     | 0,2  | –       |
| Gesamt            | Gesamt                                        | 1.231.323 | 100  | 40      |
|                   |                                               |           |      |         |
| Ungültige Stimmen | Ungültige Stimmen                             | 78.527    | 6,0  |         |
| Wähler            | Wähler                                        | 1.309.850 | 88,0 |         |
| Wahlberechtigte   | Wahlberechtigte                               | 1.489.003 |      |         |